# Florian Gaag

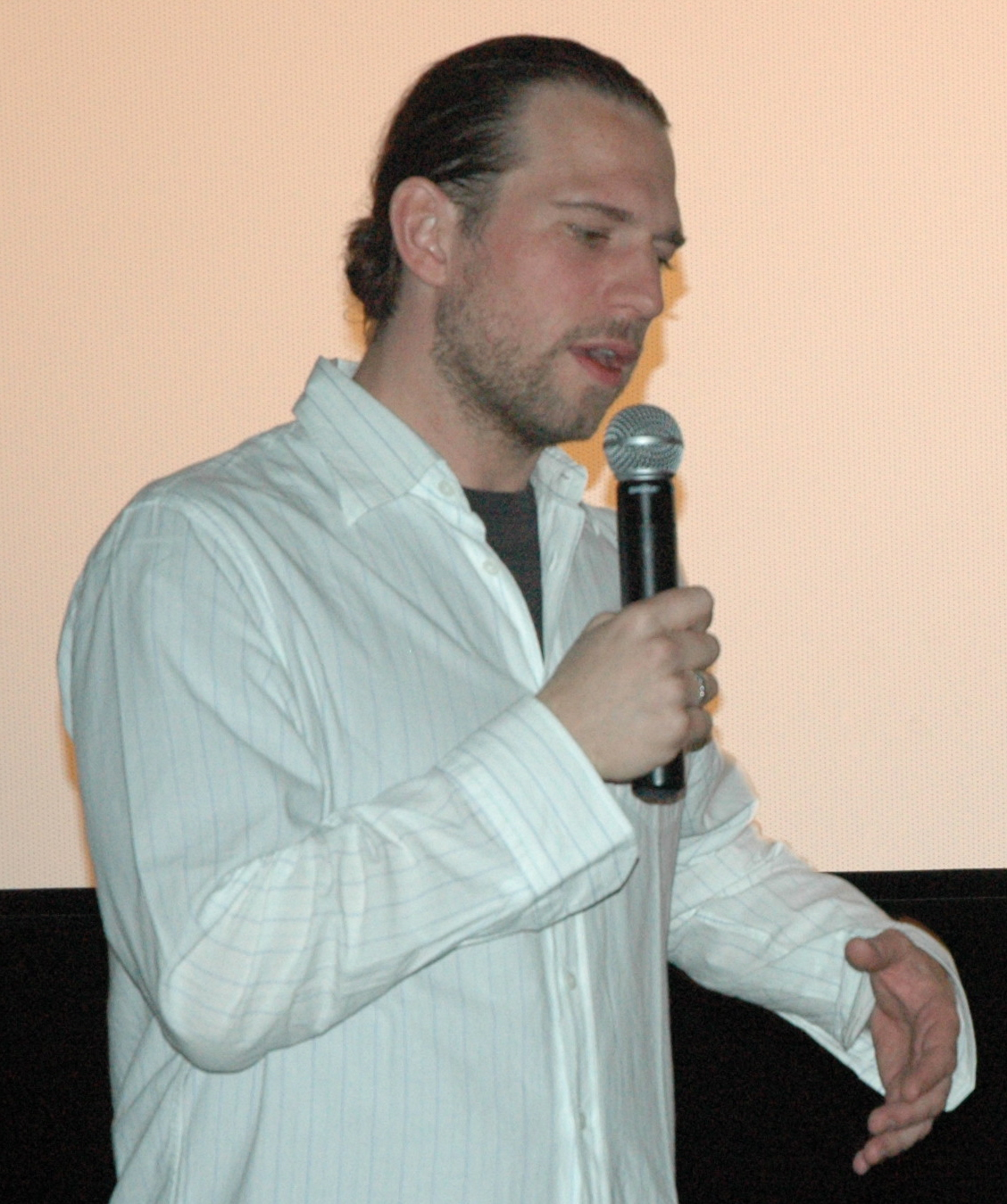
Florian Gaag bei der Präsentation von Wholetrain am Linzer Filmfestival Crossing Europe 2007.

Florian Gaag (* 1971 in Waldsassen) ist ein deutscher Regisseur und Drehbuchautor.

## Leben
Der Sohn des Hornisten Wolfgang Gaag (German Brass) wuchs in Bamberg auf. Als er 13 Jahre alt war, zog seine Familie nach München. In der dortigen Graffiti-Szene erarbeitete er sich einen Ruf und malte aktiv bis in die 1990er-Jahre. Nach seinem Abitur ging er nach New York City, um an der Tisch School of the Arts der New York University zwischen 1995 und 2000 Film zu studieren. In New York arbeitete er an diversen Kurzfilmen wie Prelude, Greg´s Cabin und Jack & Sterling. Zurück in Deutschland, arbeitete er am Drehbuch zu dem Film Wholetrain. Nachdem er sich mit dem Redakteur Christian Cloos vom ZDF „Das Kleine Fernsehspiel“ einen großen Unterstützer gesichert hatte, fand sich Goldkindfilm als Produktionsfirma für seinen ersten Kinofilm. Wholetrain wurde 2004 in München und Warschau gedreht und kam am 5. Oktober 2006 in die deutschen Kinos. Gaag schrieb nicht nur das Drehbuch, führte Regie und war als Co-Produzent mit seiner Firma Aerodynamic Film aktiv, er produzierte auch den Soundtrack, den er in Deutschland und den USA aufnahm. 
Florian Gaag lebt in München und arbeitet an neuen Projekten im Filmbereich und als Musikproduzent.

## Filmografie
- 2006: Wholetrain
- 2015: LenaLove
- 2022: Almost Fly

## Auszeichnungen
- Adolf-Grimme-Preis 2009 - Buch und Regie
- Urban World Vibe IFF New York – Best narrative Feature Film
- Kiev IFF - Best narrative Feature Film & Audience Award
- Cologne Conference IFF – Best Feature Film
- Boston IFF - Best Feature Film
- H2O IFF - Best narrative Feature Film
- Sarajevo IFF – Best Youth Feature Film
- Exground IFF – Best Youth Feature Film
- Berlin IFF – Special Mention „Dialoque en Perspective“

## Musikwerke
Soundtrack zu Wholetrain